# 祖光院
祖光院（そこういん）は、千葉県松戸市にある曹洞宗の寺院。

## 歴史
創建年代は江戸時代の天明年間とされる。埼玉県川越市からの金ヶ作への入植者が、その菩提寺であった養寿院より瑞巌祖光大和尚を迎えて創建した。学校制度以前は寺子屋としても地域に開かれていた。明治10年（1877年）には高木尋常小学校の前身である金ヶ作小学校が寺の中に置かれた。

## 境内

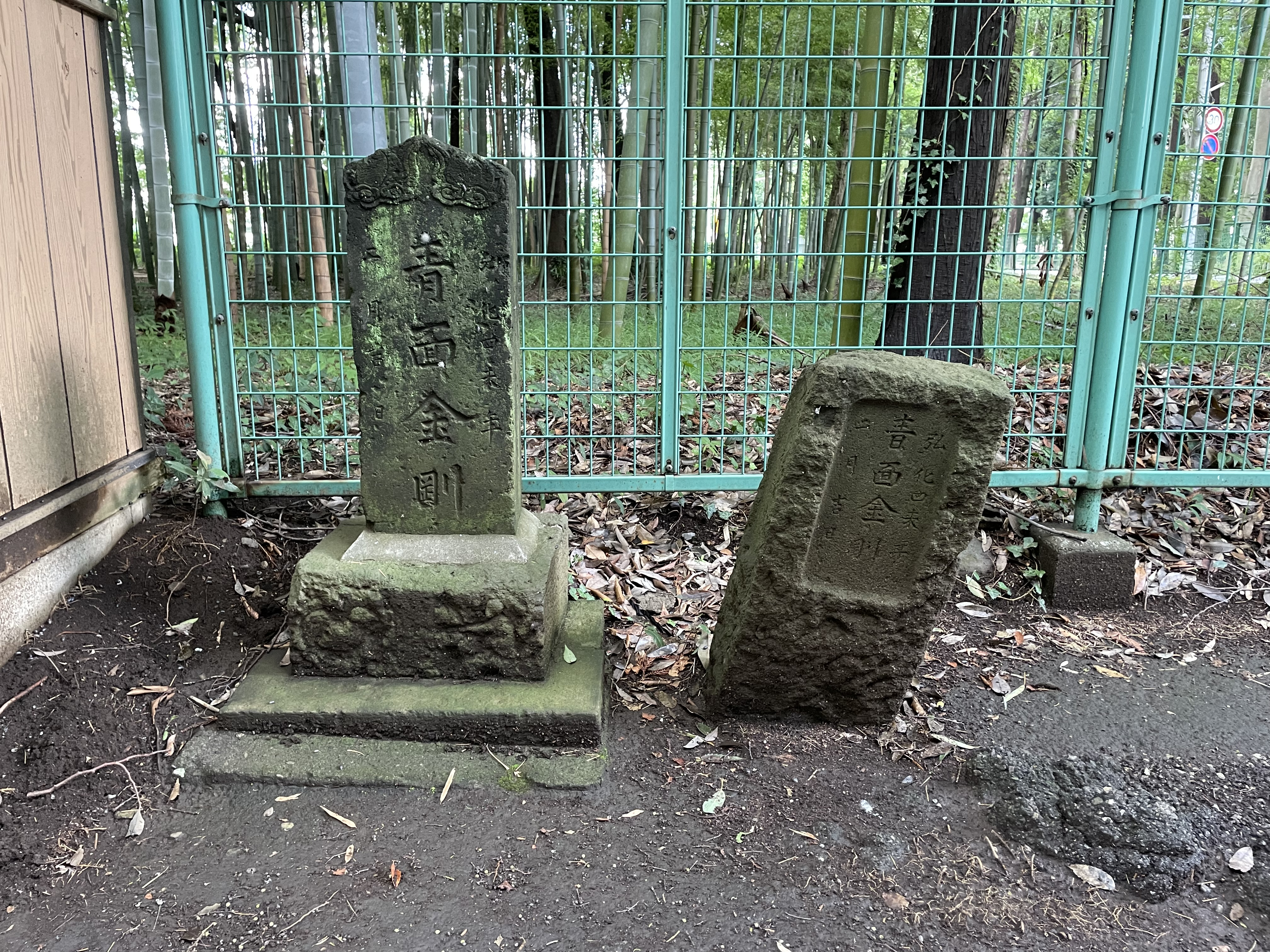
弘化4年銘の庚申塔（青面金剛）2基
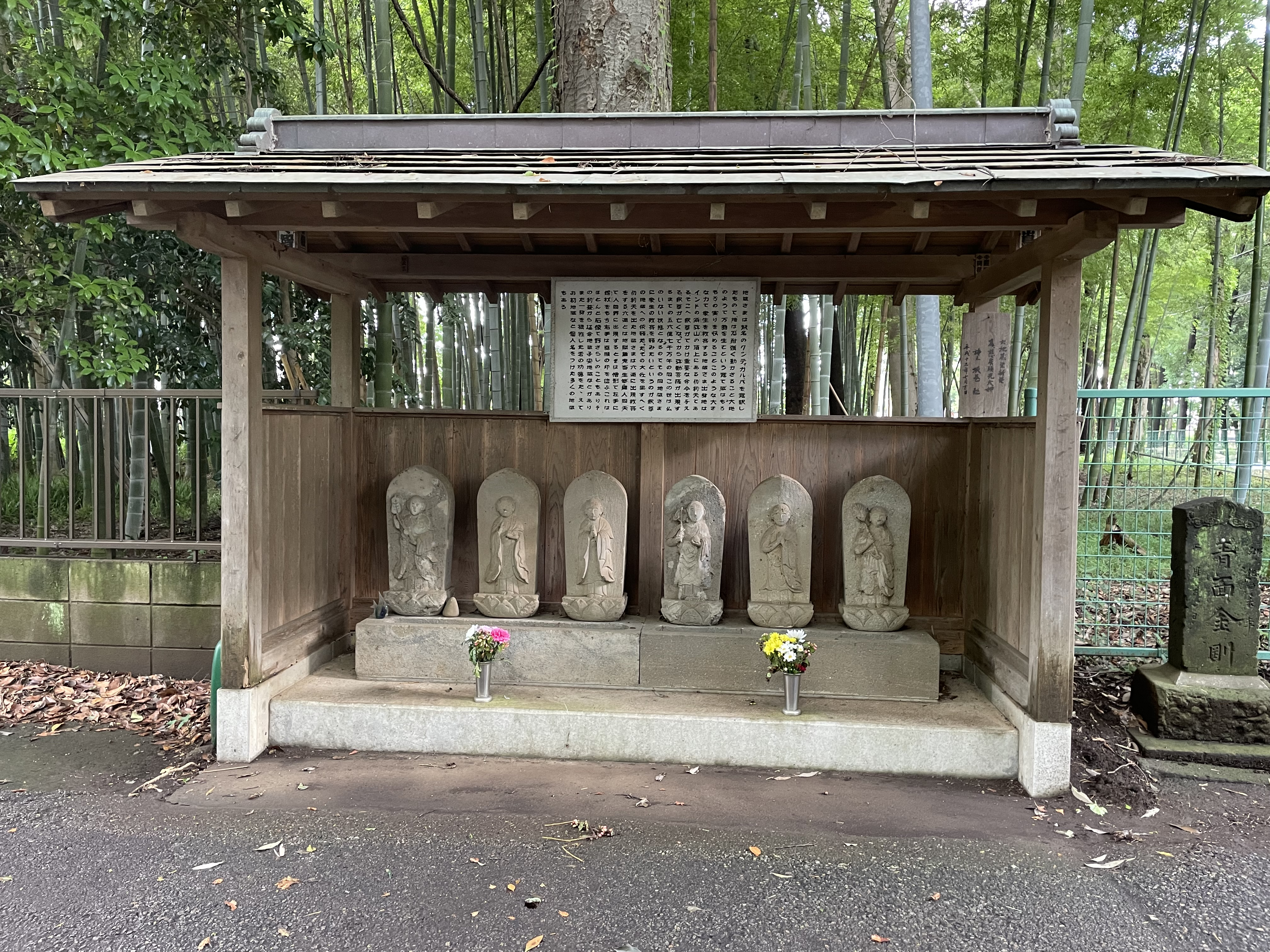
六地蔵
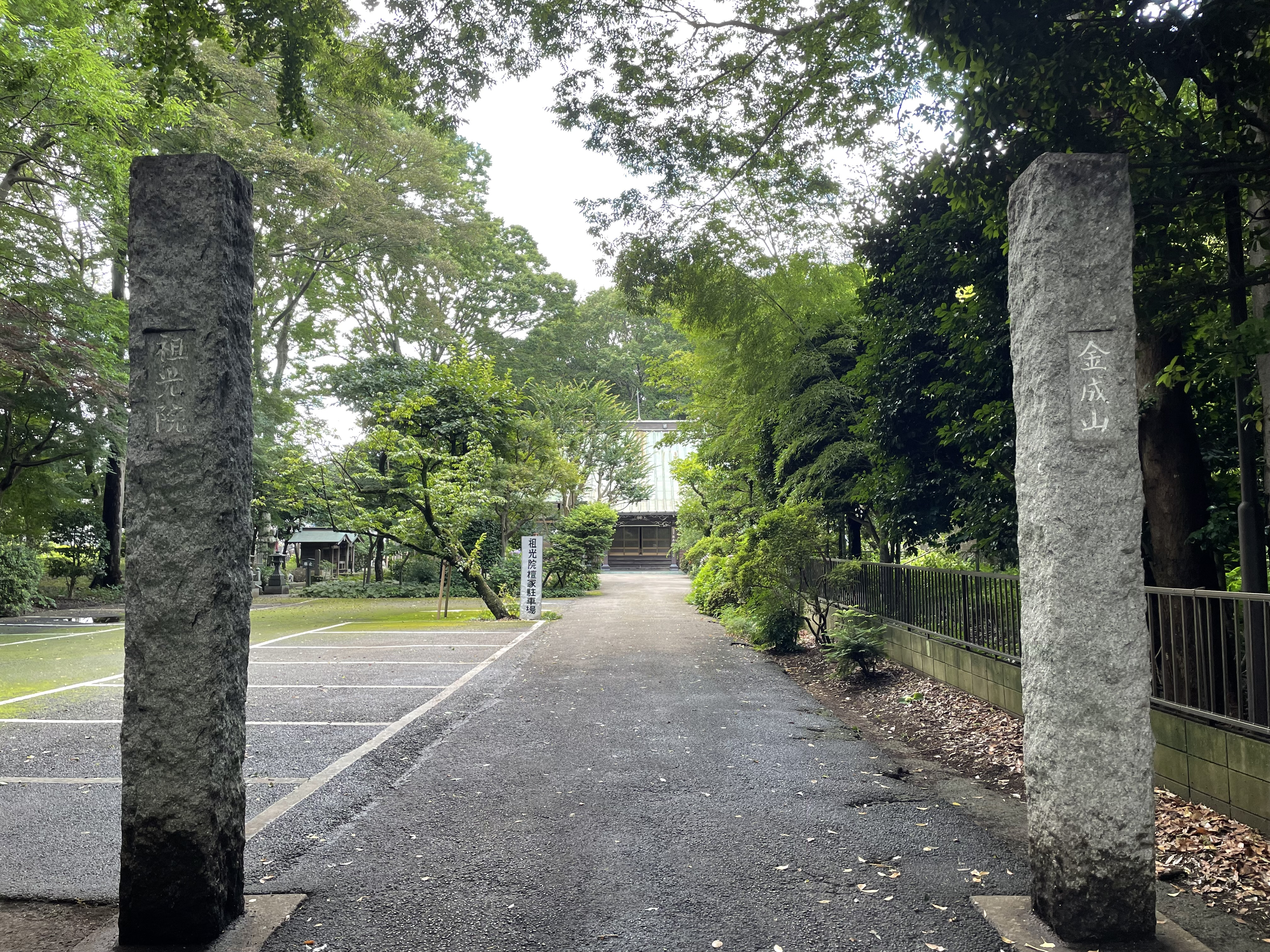
山門
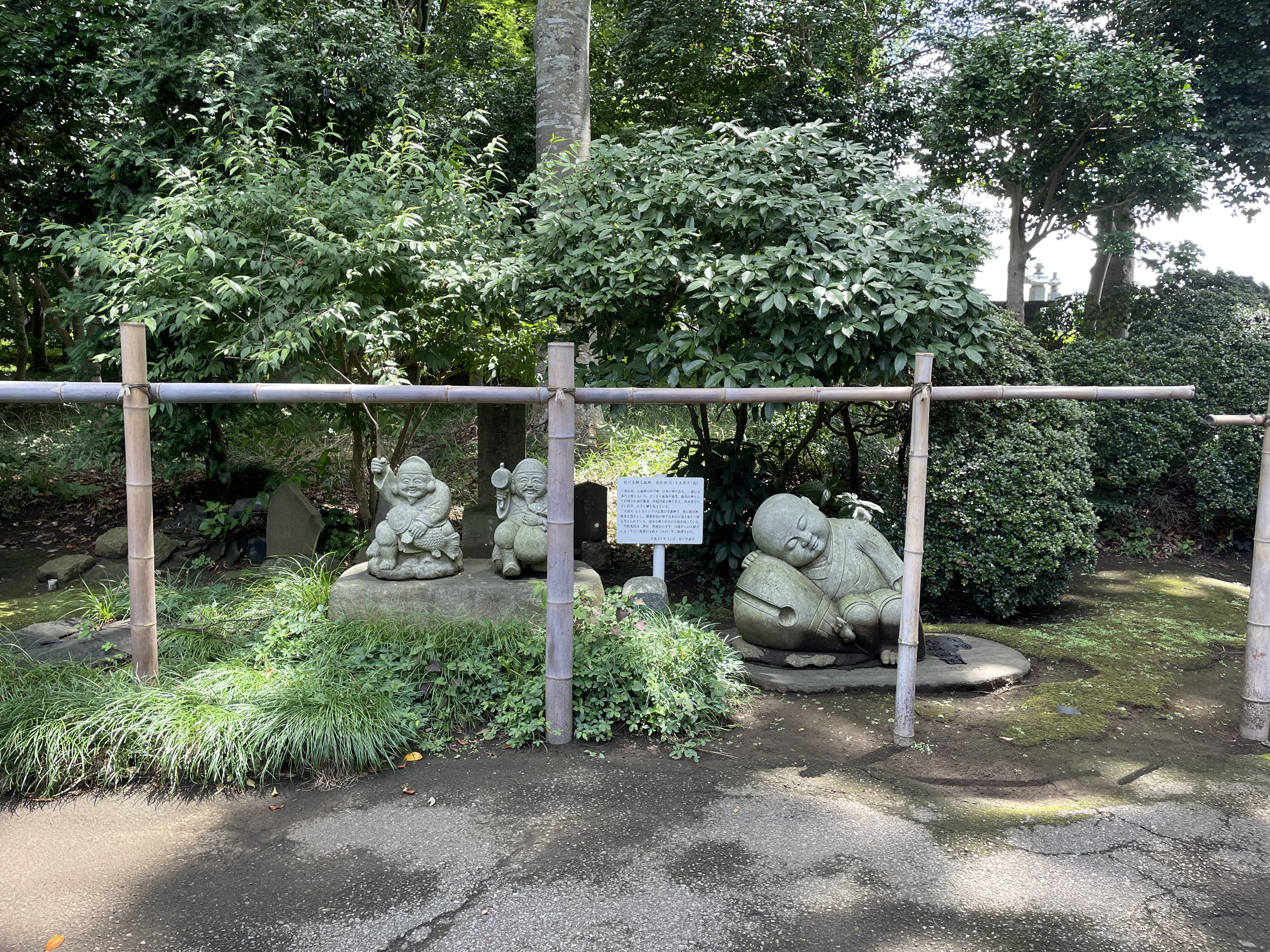
松戸史跡七福神、恵比寿（左）と大黒天（右）
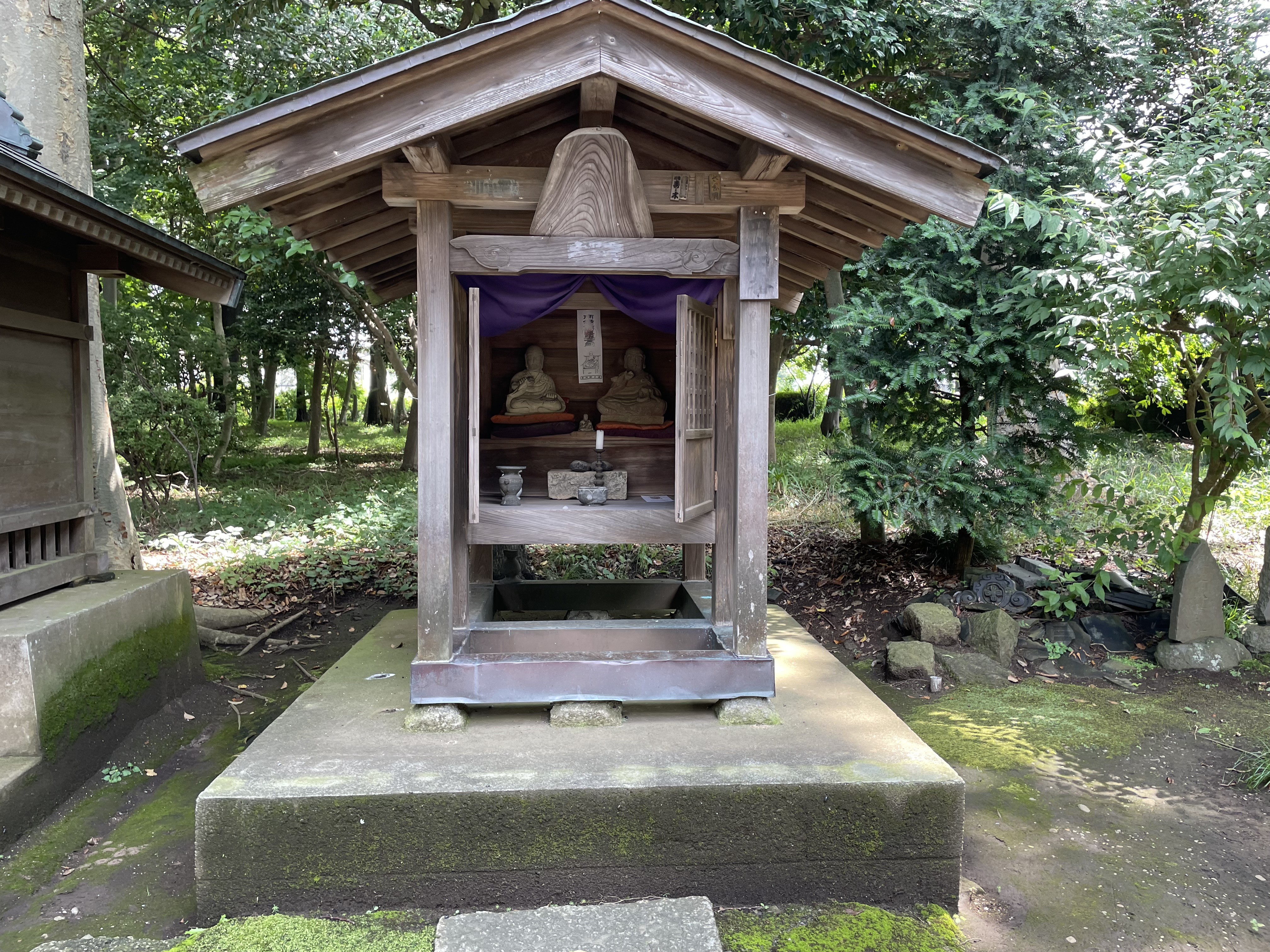
四十四番札所堂
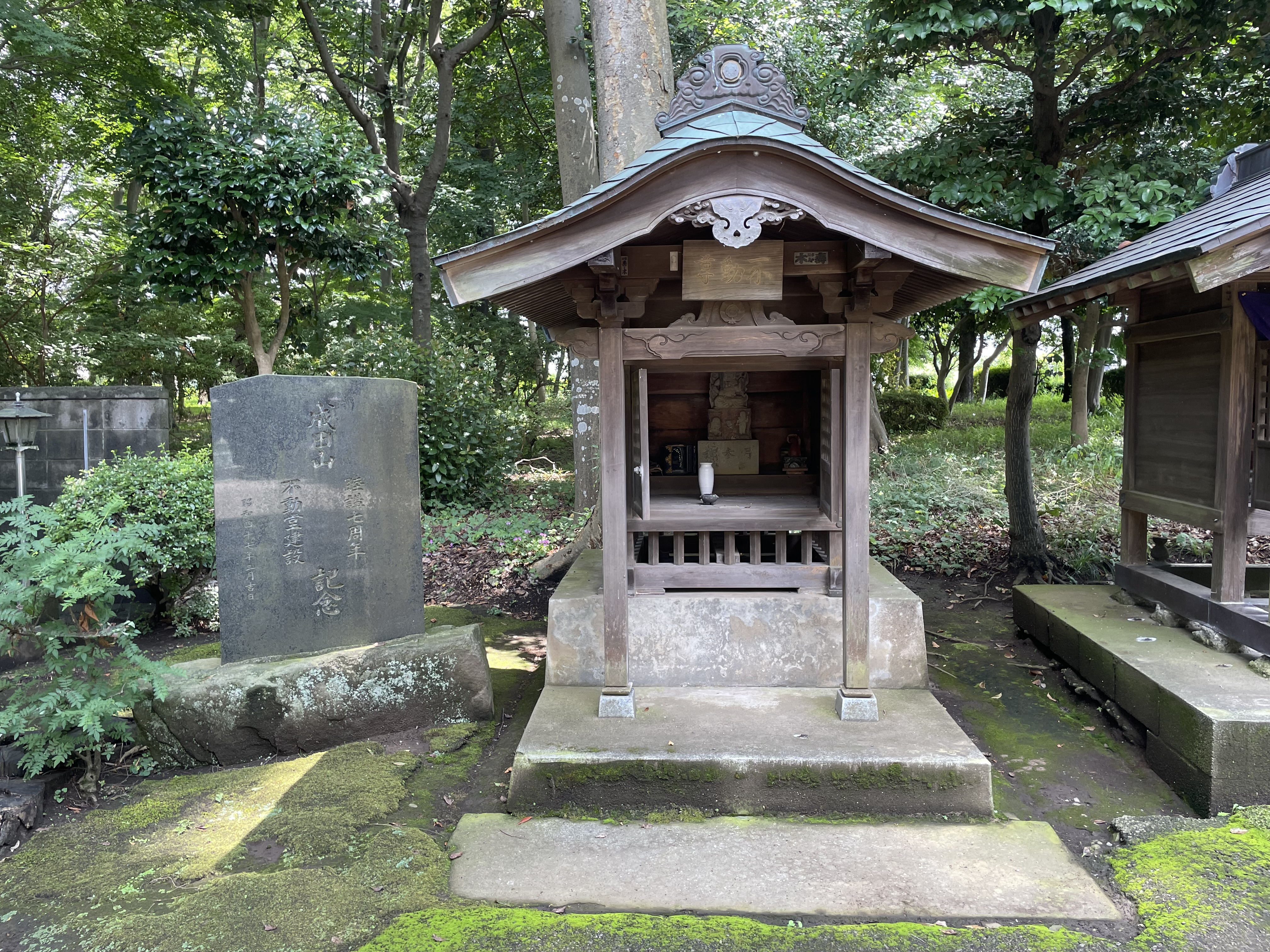
不動尊堂

### 彼岸花
秋の彼岸の時期には、境内の森に咲き広がる彼岸花は写真撮影などの名所となっている

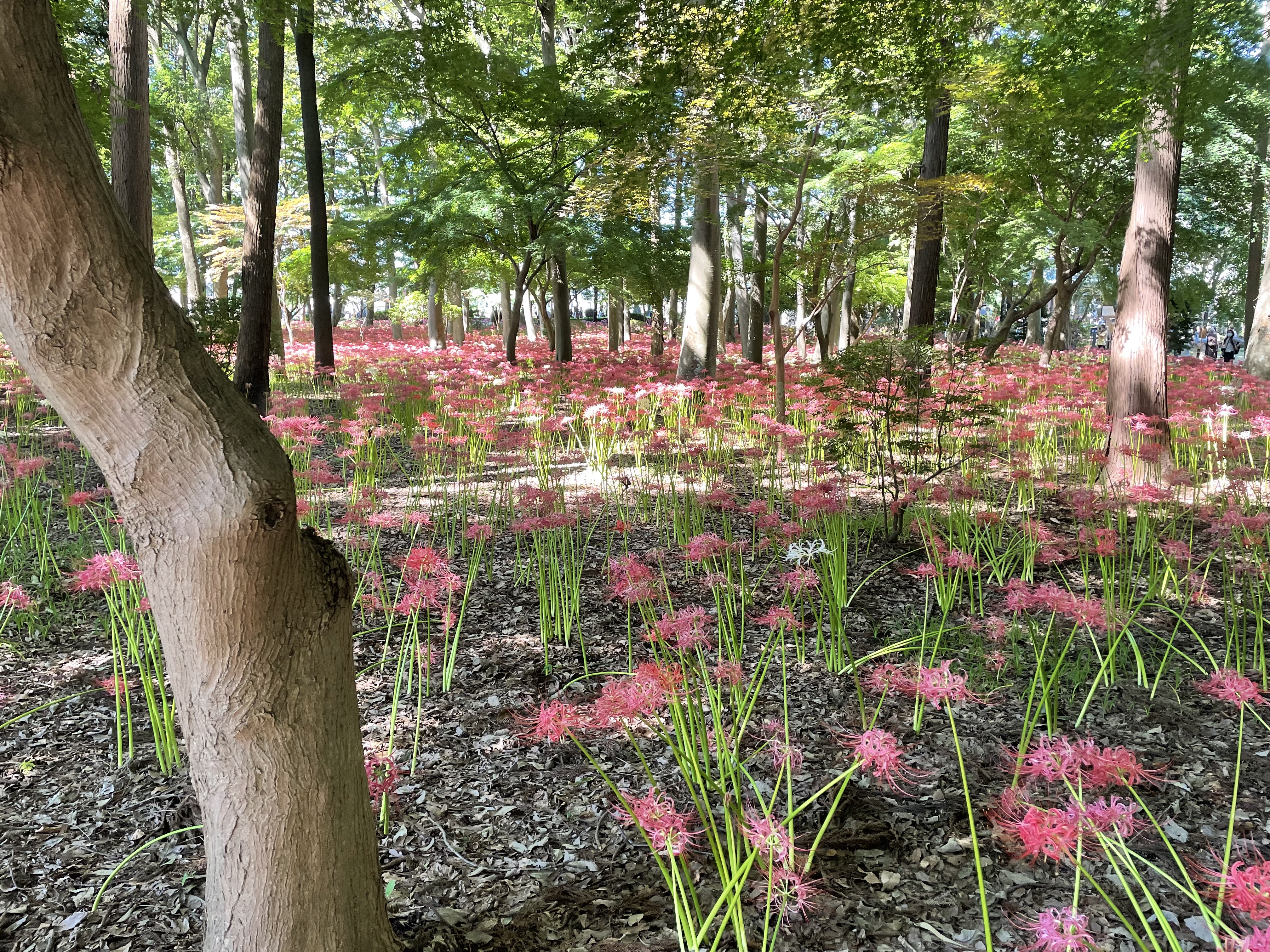
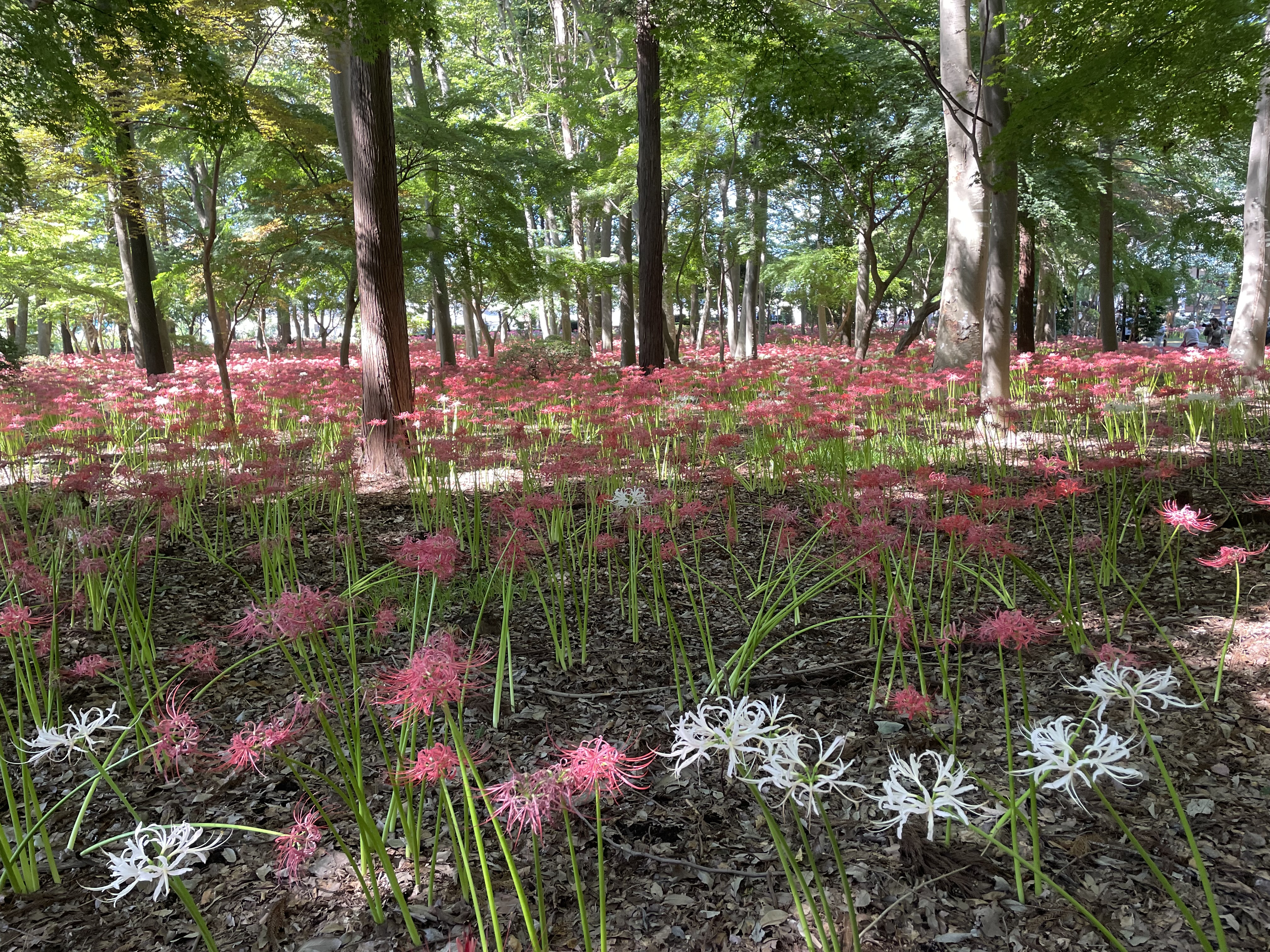

。

## 交通アクセス
- 常盤平駅北口より徒歩10分（経路案内）。